# 井鍾丹
井鍾丹（？—？），顺天文安人，清朝政治人物。进士出身。
同治元年，登進士。同治二年署，擔任廣東廣州府永安縣知縣（現紫金縣知縣）。后由許應辰接任。